# Megaladapis
Megaladapis, auf Deutsch gelegentlich als „Koalalemuren“ bezeichnet, ist eine Gattung von Primaten Madagaskars, die um 1500 ausgestorben sind. Sie sind die wohl bekanntesten Vertreter der Riesenlemuren, ihre nächsten lebenden Verwandten sind die Wieselmakis.

## Beschreibung und vermutete Lebensweise

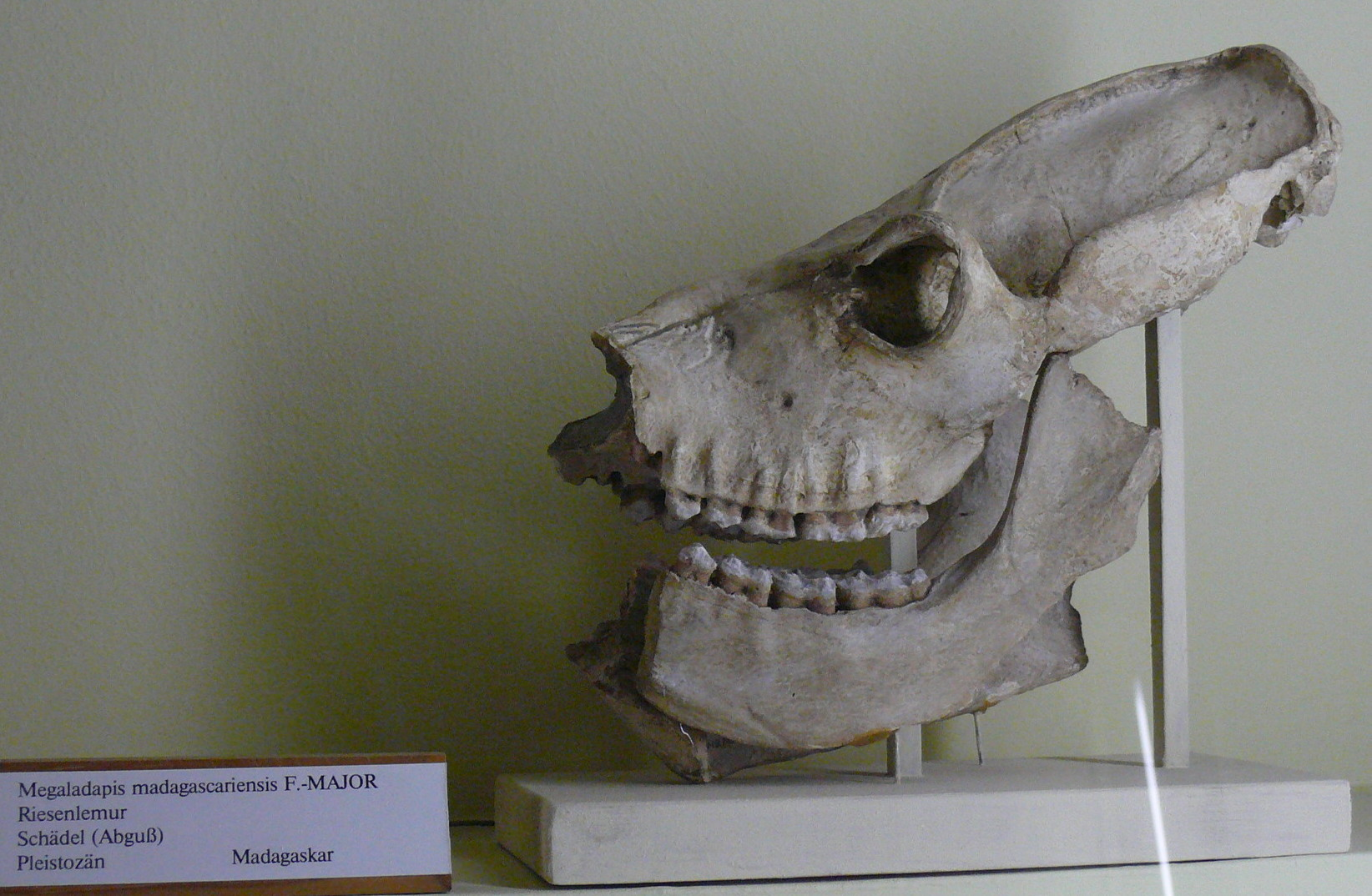
Abguss eines Schädels von Megaladapis madagascariensis im Museum für Naturkunde Berlin

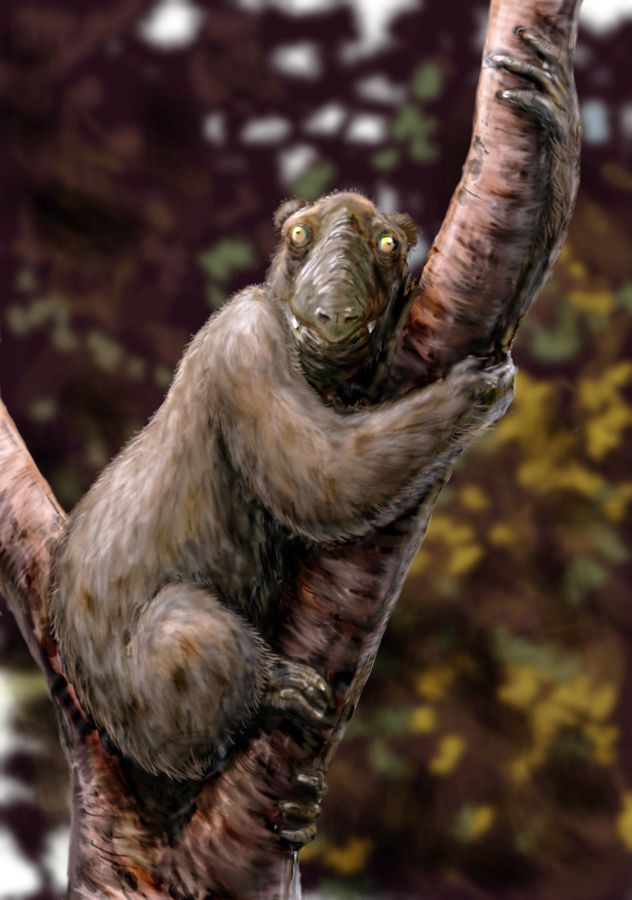
Mögliches Aussehen von Megaladapis edwardsi

Mit einem Gewicht von 40 bis 80 Kilogramm und einer Körperlänge von bis zu 1,50 Metern war Megaladapis nach Archaeoindris die größte madagassische Primatengattung.
Ihr Schädel wies einige ungewöhnliche Merkmale auf, die Schnauze war stark verlängert und das Gesicht nach oben „gekippt“. Knochenformationen über der Nasenöffnung deuten an, dass die Schnauze sehr beweglich war. Im Oberkiefer besaßen sie keine Schneidezähne, vermutlich hatten sie stattdessen eine Hornplatte wie manche Wiederkäuer. Die Backenzähne besaßen komplexe Höcker und waren ungewöhnlich groß.
Die Füße und auch die Hände waren stark verlängert und ermöglichten einen kräftigen Griff um die Äste. Hingegen waren die Arme und Beine relativ kurz, aber sehr kräftig und leicht gebogen, wobei die Vorderbeine länger als die Hinterbeine waren. Trotz ihres Gewichtes waren diese Riesenlemuren hervorragend an das Leben auf Bäumen angepasst. Aufgrund des Körperbaus vermutet man, dass Megaladapis in Fortbewegung und Lebensweise dem Koala ähnelte. Mit allen vier Beinen umklammerten sie Baumstämme oder große Äste und bewegten sich langsam kletternd oder durch kurze Hopser fort. Am Boden konnten sie sich wahrscheinlich jedoch nur langsam und schwerfällig bewegen. Megaladapis hat sich wahrscheinlich von Blättern ernährt, welche sie mit den Händen zum Mund führten.

## Das Aussterben

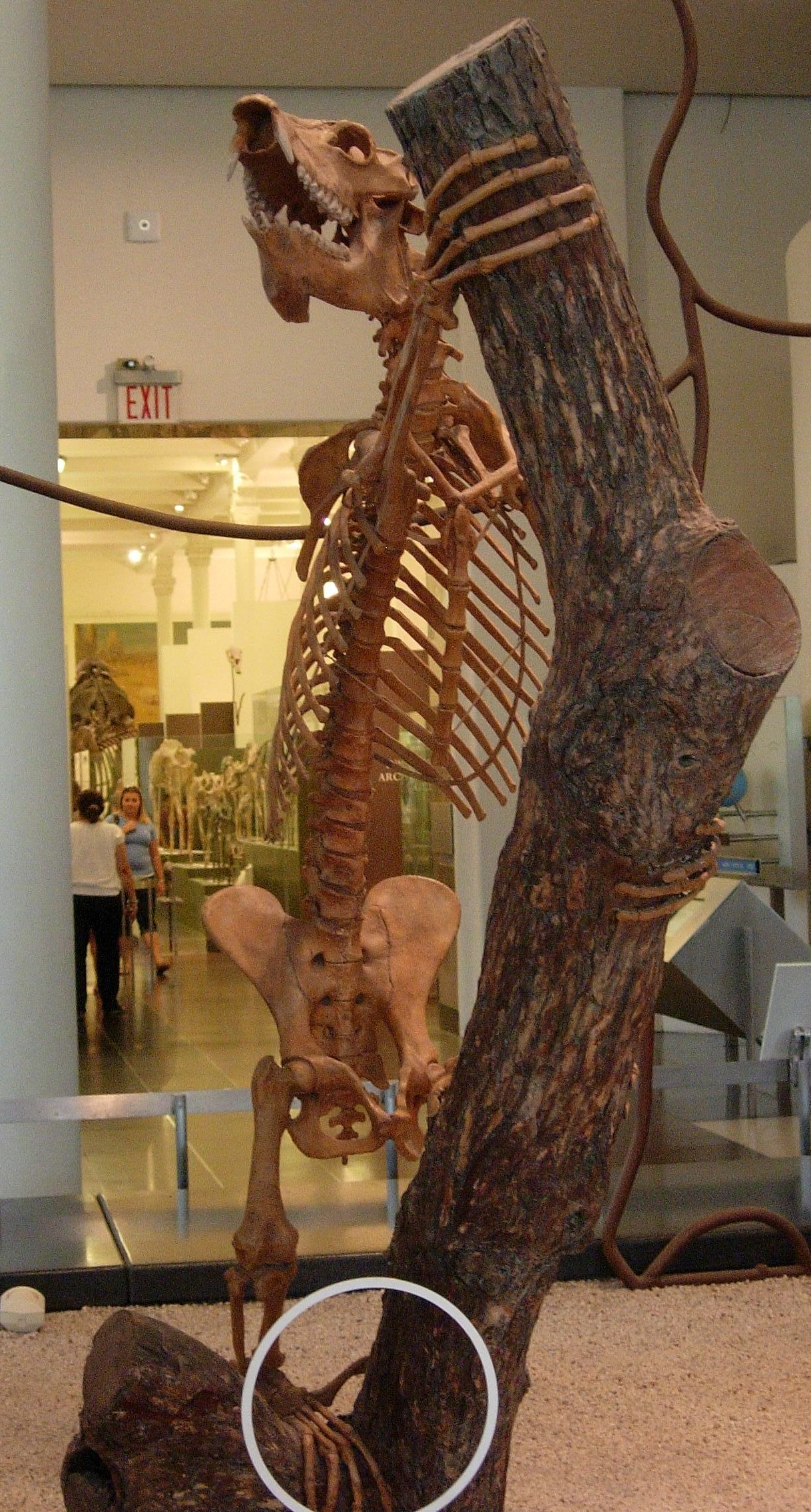
Skelett von Megaladapis edwardsi

Die gefundenen Knochen waren 2850 bis 600 Jahre alt. Über die Gründe des Aussterbens dieser Riesenlemuren ist viel spekuliert worden. Es steht wohl mit der Besiedelung Madagaskars in Verbindung, die malaiischen Einwanderer rodeten den größten Teil der Wälder und jagten die riesenhaften Tiere, die bislang ohne natürliche Feinde lebten. Auch klimatische Veränderungen werden ins Spiel gebracht, in dieser Zeit kam es zu einer Trockenperiode und so zum Rückgang der Wälder, was die Populationen dezimierte, sodass sie dem neuen Druck der Einwanderer nicht mehr standhalten konnten. Generell sind große, auf Inseln lebende Tiere gegenüber menschlicher Bejagung besonders gefährdet, da sie sich einerseits oft nur sehr langsam fortpflanzen, und zum anderen durch fehlende Furcht vor dem Menschen und der großen Menge an Fleisch begehrte Jagdobjekte darstellen. Auch über eine tödliche Seuche, die die Menschen oder die von ihnen mitgebrachten Tiere auf die Insel einschleppten, ist spekuliert worden. Etwa um das Jahr 1500 dürfte Megaladapis ausgestorben sein, es gibt allerdings einen Bericht über eine riesenhafte Primatenart aus dem 17. Jahrhundert, die aber auf jeden Vertreter der Riesenlemuren zutreffen könnte.

## Systematik
Es gab drei Arten:
- Megaladapis edwardsi war die größte Art und ist aus dem südlichen Madagaskar bekannt. Möglicherweise verbrachte die Art mehr Zeit am Boden als die anderen Vertreter seiner Gattung.
- Megaladapis grandidieri ist aus dem mittleren und nördlichen Teil der Insel belegt.
- Von Megaladapis madagascariensis wurde subfossile Reste in Südwest- und Nordmadagaskar gefunden.

Megaladapis wird in einer eigenen Familie, Megaladapidae eingeordnet, ihre nächsten Verwandten sind die kleinen, heute noch lebenden Wieselmakis (Lepilemur), die einige Merkmale wie das Fehlen der oberen Schneidezähne teilen und manchmal in die gleiche Familie eingeordnet werden.